# Bryotropha affinis
Bryotropha affinis — вид лускокрилих комах з родини виїмчастокрилі молі (Gelechiidae).

## Поширення
Вид поширений в більшій частині Європи.

## Опис
Розмах крил 9–12 мм.

## Спосіб життя
Імаго літають з травня по вересень. Личинки харчуються мохом на стінах і деревах.